# Rodrigo Badilla
Rodrigo Badilla Sequeira (San José; 22 de junio de 1957) es un árbitro de fútbol retirado de Costa Rica, conocido por supervisar tres partidos durante la Copa Mundial de la FIFA 1994 celebrada en los Estados Unidos: el partido del Grupo D Nigeria - Bulgaria, el Grupo C España - Bolivia y los cuartos de final Brasil - Holanda.

## Trayectoria
Dirigió partidos internacionales durante el período comprendido entre 1989 y 2002. Sirvió en numerosos torneos internacionales, incluidas las Copas Rey Fahd de 1992 y 1995, el Campeonato Mundial Juvenil de la FIFA de 1993 y las eliminatorias para la Copa del Mundo de 1998  y 2002.
A nivel continental, estuvo a cargo de los partidos de las Copas Oro de la Concacaf de 1993 y 1998, así como de la Copa América 1997.